# Yves Dreyfus
Yves Dreyfus   (Clarmont d'Alvèrnia, 17 de maig de 1931 - Ceyrat, 16 de desembre de 2021) fou un tirador d'esgrima francès, especialista en espasa, que va competir entre les dècades de 1950 i 1970. De família jueva, de petit va sobreviure a l'ocupació nazi de França.
El 1956 va prendre part en els Jocs Olímpics d'Estiu de Melbourne, on va guanyar la medalla de bronze en la competició d'espasa per equips del programa d'esgrima. Quatre anys més tard, als Jocs de Roma, fou sisè en la prova d'espasa individual, mentre en la d'espasa per equips fou novè. El 1964, a Tòquio, va disputar els seus tercers, i darrers, Jocs Olímpics. Guanyà la medalla de bronze en la competició d'espasa per equips, mentre en la d'espasa individual quedà eliminat en sèries.
En el seu palmarès també destaquen nou medalles al Campionat del Món d'esgrima, tres d'or, quatre de plata i dues de bronze, entre les edicions de 1954 i 1967. Als Jocs del Mediterrani de 1963 guanyà una medalla d'or, així com el campionat nacional francès de 1964.
El 1966 va ser condecorat pel general Charles de Gaulle. El 1967 el Consell de Ministres francès li va concedir l'Orde Nacional del Mèrit. Posteriorment va publicar tres llibres sobre l'esgrima.